# Luiz Alano
Luiz Augusto Luciano Alano, mais conhecido como Luiz Augusto Alano, Luiz Alano ou apenas Alano (Tubarão, 27 de Fevereiro de 1977) é um locutor esportivo, jornalista e apresentador brasileiro. Atualmente, trabalha no canal CazéTV.

## Biografia
Começou a carreira em 1991 aos 14 anos como operador de áudio na Rádio Tubá. Aos 15 anos estreou como plantão esportivo e repórter. Em 1994 foi contratado pela Rádio Guarujá de Orleans. retornando à cidade natal para ser locutor esportivo na Rádio Santa Catarina, onde iniciou sua carreira como narrador transmitindo jogos do campeonato catarinense até 2001. Neste período entre 2000 e 2001 foi colunista do Jornal Notisul.
No 2002 foi contratado pela Rádio São Francisco de Caxias do Sul narrando jogos das séries A e B do Juventude e Caxias. Na serra gaúcha também atuou pelas rádios UCS e Caxias. Em 2004 foi contratado pelo Grupo RBS para ser narrador na CBN Diário. Em 2005 estreia como narrador de TV na TVCOM de Florianópolis e no canal Premiere/SporTV. No ano de 2008 ganhou o Prêmio Microfone de Ouro entregue pela ACAERT como melhor narrador esportivo de SC. Estudou Jornalismo na Faculdade Estácio de Sá. Foi transferido dentro do Grupo RBS e vai para a Rádio Gaúcha e TVCOM em Porto Alegre. No Rio Grande do Sul se destaca como narrador em jogos da dupla Grenal e também como apresentador do TVCOM Esportes ao lado de Maurício Saraiva. Neste período se divide entre narrador no rádio e na TV e ganhou destaque nacional com a narração de um gol do Internacional feito por Rafael Moura. O jogador estava 900 minutos sem marcar um gol, o que fez Alano gritar por duas vezes o gol do jogador seguido da frase "sabe-se lá Deus quando ele vai marcar mais um", o que causou descontentamento do jogador e nota oficial reclamando da narração. no ano de 2015, se desligou da Gaúcha e da TVCOM para dedicar-se apenas ao SporTV e ao Premiere, onde era o locutor responsável pelas transmissões de jogos da dupla Grenal em casa.
Em 2020, assinou com o SBT, apresentando programas de esportes e transmitindo partidas da Libertadores, Sul-americana, UEFA Conference League e UEFA Champions League no canal, até sua saída em 2025.Inicialmente, seu contrato era pago por transmissão. Porém, após substituir Teo José (que testou positivo para covid-19 na véspera do jogo) na transmissão da semifinal da Libertadores entre Palmeiras e River Plate, ganhou um contrato fixo.